# Mallophora hemivitrea
Mallophora hemivitrea là một loài ruồi trong họ Asilidae. Mallophora hemivitrea được Artigas & Angulo miêu tả năm 1980. Loài này phân bố ở vùng Tân nhiệt đới.